# Grizzlee
Grizzlee, właściwie Kamil Raciborski (ur. 6 stycznia 1984 w Brzegu) – polski wokalista i autor tekstów. Kamil Raciborski znany jest przede wszystkim w zespole muzyki reggae EastWest Rockers. Jest również członkiem zespołów Managga i Mixtura. Pod koniec lat 90. współtworzył skład Africonnect. Wokalista gościł ponadto m.in. na płytach takich wykonawców jak: Bob One, Molesta Ewenement, Pelson, Pezet, Fu, Grubson, Pokahontaz, Mesajah oraz Tallib.

## Dyskografia
Albumy
| Tytuł                             | Dane dot. albumu                                 |
| --------------------------------- | ------------------------------------------------ |
| Stadium Regenesis (oraz DrySkull) | - Data: 11 września 2015 - Wydawca: Step Records |

Kompilacje różnych wykonawców
| Album                       | Rok  | Utwór                                                                           | Źródło |
| --------------------------- | ---- | ------------------------------------------------------------------------------- | ------ |
| Polski ogień                | 2006 | Grizzlee, Cheeba – „Ognia nie gaście (Burning)” Grizzlee – „Zmiany (Money Bag)” | [ 4 ]  |
| Rap najlepszej marki vol. 2 | 2016 | Grizzlee, DrySkull – „Głos ulicy (intro)” Grizzlee, Sztoss – „Talent”           | [ 5 ]  |

Występy gościnne
| Album                                | Rok  | Utwór | Źródło      |
| ------------------------------------ | ---- | --- | ----------- |
| Tabu – Jednosłowo                    | 2006 | „Tyle mam” (gościnnie: Grizzlee) | [ 6 ] [ 7 ] |
| Mesajah – Ludzie prości              | 2008 | „Freedom Fighters” (gościnnie: O.M.A., Grizzlee, Cheeba) | [ 8 ]       |
| Molesta Ewenement – Molesta i kumple | 2008 | „Wszystko wporzo” (gościnnie: Jamal, Grizzlee) | [ 9 ]       |
| Bob One – Jeden                      | 2008 | „Lojalny skład” (gościnnie: Grizzlee, Miodu) | [ 10 ]      |
| Grubson – O.R.S.                     | 2009 | „Nowa Fala Remix” (gościnnie: BU, Metrowy, Majkel, Skorup, Wini, MadMajk, Junior Stress, Mass Cypher, DJ FEEL-X, Cheeba, Grizzlee, Jahdeck)                   | [ 11 ]      |
| Fu – Retrospekcje                    | 2009 | „Co-ma-być-to-będzie” (gościnnie: Grizzlee) | [ 12 ]      |
| Pezet, Małolat – Dziś w moim mieście | 2010 | „Dziś w moim mieście” (gościnnie: Grizzlee) „Dziś w moim mieście Acapella” (gościnnie: Grizzlee) „Co by to zmieniło” (gościnnie: Molesta Ewenement, Grizzlee) | [ 13 ]      |
| Grubson – Coś więcej niż muzyka      | 2011 | „Nasza generacja” (gościnnie: młode pokolenie [Malowane Nutki], Grizzlee, Cheeba, JoToSkleja)                                                                 | [ 14 ]      |
| 101 Decybeli – Pomiędzy bitami       | 2011 | „Pracuj” (gościnnie: Grizzlee, Gedz) | [ 15 ]      |
| Tallib – Prosto z serca              | 2012 | „Na peryferiach” (gościnnie: Cheeba, Grizzlee) | [ 16 ]      |
| Tabu – Endorfina                     | 2012 | „Marzenia” (gościnnie: Grizzulah, Cheeba) | [ 17 ]      |
| Pokahontaz – Rekontakt               | 2012 | „Sory” (gościnnie: Grizzlee) | [ 18 ]      |
| Czarny HIFI – Niedopowiedzenia       | 2012 | „Ludzie mówią” (gościnnie: Cheeba, Grizzulah) | [ 19 ]      |
| Pelson – 3854 i 3 kroki (EP)         | 2012 | „Sen na jawie” (gościnnie: Grizzlee) | [ 20 ]      |
| B.R.O – High School                  | 2013 | „Droga Do Celu” (gościnnie: Grizzlee) „Taki Sam” (gościnnie: Grizzlee)                                                                                        | [ 21 ]      |
| Kajman – Prototyp                    | 2013 | „Stracona szansa” (gościnnie: Grizzlee) | [ 22 ]      |
| Mesajah – Brudna prawda              | 2013 | „Ten kraj” (gościnnie: Grizzlee) | [ 23 ]      |
| Te-Tris, Pogz – Teraz                | 2013 | „Nero” (gościnnie: Grizzlee) | [ 24 ]      |
| Bezczel – Słowo honoru               | 2014 | „Lukrowany fałsz” (gościnnie: Grizzlee) | [ 25 ]      |
| B.R.O – Next Level 2                 | 2015 | „Carpe diem” (gościnnie: Grizzlee) | [ 26 ]      |
| Kękę - 04:01                         | 2024 | "Brudne Myśli" (Gościnnie: Grizzlee) | [ 27 ]      |

## Teledyski
| Tytuł                                                              | Rok  | Reżyseria/Realizacja                   | Album             | Źródło |
| ------------------------------------------------------------------ | ---- | -------------------------------------- | ----------------- | ------ |
| „Deadline” (oraz DrySkull)                                         | 2014 | Grzegorz Górecki, Marcin „Bury” Burcek | Stadium Regenesis | [ 28 ] |
| „Fire on the Water” (oraz DrySkull)                                | 2015 | M.L. Filmz                             | Stadium Regenesis | [ 29 ] |
| Gościnnie                                                          |      |                                        |                   |        |
| Molesta Ewenement – „Wszystko wporzo” (gościnnie: Jamal, Grizzlee) | 2008 | Grupa 13                               | Molesta i kumple  | [ 30 ] |
| 101Decybeli – „Pracuj” (gościnnie: Grizzlee, Gedz)                 | 2011 | Evil Eye Studio                        | Pomiędzy bitami   | [ 31 ] |
| TABU – „Marzenia” (gościnnie: Grizzulah, Cheeba)                   | 2012 | Mania Studio                           | Endorfina         | [ 32 ] |
| Pelson – „Sen na jawie” (gościnnie: Grizzlee)                      | 2012 | Toczy Videos                           | 3854 i 3 kroki    | [ 33 ] |
| Czarny HIFI – „Ludzie mówią” (gościnnie: Cheeba, Grizzulah)        | 2012 | Toczy Videos                           | Niedopowiedzenia  | [ 34 ] |
| Mesajah – „Ten kraj” (gościnnie: Grizzlee)                         | 2013 | OGfilms                                | Brudna prawda     | [ 35 ] |
| Te-Tris, Pogz – „Nero” (gościnnie: Grizzlee)                       | 2013 | Piotr Smoleński                        | Teraz             | [ 36 ] |
| Kajman – „Stracona szansa” (gościnnie: Grizzlee)                   | 2013 | Dirt Video                             | Prototyp          | [ 37 ] |
| Bezczel – „Lukrowany fałsz” (gościnnie: Grizzlee)                  | 2014 | M.L. Filmz                             | Słowo honoru      | [ 38 ] |
| B.R.O – „Carpe diem” (gościnnie: Grizzlee)                         | 2015 | Distort Media                          | Next Level 2      | [ 39 ] |